# Aphyllorchis angustipetala
Aphyllorchis angustipetala är en orkidéart som beskrevs av Johannes Jacobus Smith. Aphyllorchis angustipetala ingår i släktet Aphyllorchis och familjen orkidéer. Inga underarter finns listade i Catalogue of Life.